# Алматінське
Алматі́нське (каз. Алматы) — село у складі Єсільського району Акмолинської області Казахстану. Входить до складу Інтернаціонального сільського округу.
Населення — 86 осіб (2021; 159 у 2009, 220 у 1999, 674 у 1989).
Національний склад станом на 1989 рік:
- росіяни — 43 %.

Станом на 1989 рік село називалось селище Алма-Атінський.